# دربند ضیائی
دربند ضیائی مربوط به دوره قاجار است و در اردکان، محله چرخاب، کوچه ضیایی واقع شده و این اثر در تاریخ ۲۴ اسفند ۱۳۸۳ با شمارهٔ ثبت ۱۱۶۲۲ به‌عنوان یکی از آثار ملی ایران به ثبت رسیده است.